# Jon Kabat-Zinn
Pour les articles homonymes, voir Zinn.
 (juin 2015).
Si vous disposez d'ouvrages ou d'articles de référence ou si vous connaissez des sites web de qualité traitant du thème abordé ici, merci de compléter l'article en donnant les références utiles à sa vérifiabilité et en les liant à la section « Notes et références ».
Jon Kabat-Zinn, né à New York le 5 juin 1944, est un professeur émérite de médecine et un important contributeur à la diffusion de la « méditation de la pleine conscience » (mindfulness meditation) dans le monde.
Il a commencé à pratiquer la méditation et le yoga dès 1966, alors qu'il était étudiant au MIT, en suivant des enseignements traditionnels comme ceux du maître Zen Seung Sahn et du moine Bouddhiste Thich Nhat Hanh.  En 1979, au sein de la faculté de médecine de l'Université du Massachusetts, il fonde la Clinique de réduction du stress (Stress Reduction Clinic), où il crée à partir des enseignements Bouddhiste le Stress Reduction and Relaxation Program, renommé par la suite le programme MBSR (Mindfulness-Based Stress Reduction).  Il a également fondé le centre pour la pleine conscience en médecine (Center for Mindfulness in Medicine, Health Care, and Society), toujours au sein la faculté de médecine de l'université du Massachusetts. Il est membre du conseil d'administration du Mind and Life Institute, un groupe qui organise des dialogues entre des représentants bouddhistes réunis autour du 14e Dalai Lama et des scientifiques occidentaux pour promouvoir une compréhension plus approfondie des différentes façons de connaître et de sonder la nature de l'esprit, les émotions et la réalité.

## Enfance et formation
Le père de Jon Kabat-Zinn, Elvin Kabat , était un scientifique travaillant dans la recherche biomédicale et sa mère, Sally Kabat, était peintre. 
Il a obtenu un doctorat en biologie moléculaire au Massachusetts Institute of Technology (MIT) en 1971, sous la supervision de Salvador Luria, prix Nobel de médecine. 
Pendant sa scolarité au MIT, il militait contre la recherche militaire et la guerre du Vietnam. 

## Vie personnelle
Il est marié à Myla, la fille d'Howard Zinn et de Roslyn. Ils ont eu trois enfants ensemble : Will, Naushon et Serena.

## Programme de Réduction du stress basée sur la pleine conscience (MBSR - Mindfulness-Based Stress Reduction)
Le programme MBSR (Mindfulness-Based Stress Reduction ou réduction du stress basée sur la pleine conscience) est un programme préventif et éducatif qui s'inscrit dans le courant de la médecine intégrative et combine des enseignements laïcs de pleine conscience et de Hatha yoga.    
Conçu comme une intervention de santé, il visait originellement à accompagner des patients souffrant de diverses pathologies afin de leur permettre d'explorer la possibilité de faire quelque chose pour eux-mêmes, en complément d'éventuels traitements médicaux plus traditionnels. Aujourd'hui, il est largement diffusé dans le monde et suivi par des personnes aux profils très variés, aussi bien dans le cadre de l'hôpital (plus de 200 centres et cliniques médicales aux États-Unis utilisent le modèle de réduction du stress par la méditation de pleine conscience) qu'en dehors.    
Facilité par un instructeur MBSR, il se déroule en groupe et est composé d'une réunion d'information, de 8 séances de 2h30 à 3h et d'une journée de retraite.      
Le MBSR et les programmes qui s'en sont inspirés comme le MBCT (Mindfulness-Based Cognitive Therapy) font l'objet d'un important volume de publications dans des revues scientifiques à comité de lecture depuis le début des années 2000. Ces études, de qualités inégales, tendent cependant à montrer les effets bénéfiques de ces programmes, notamment en ce qui concerne la dépression et les états anxieux, la réponse immunitaire, la gestion de la douleur, le sevrage, le sommeil et l'hypertension artérielle.    
Si la recherche sur les effets des programmes MBSR et MBCT est prometteuse, beaucoup de questions restent cependant en suspens. Par exemple les études actuelles ne permettent pas de déterminer quel est, parmi tous les ingrédients des programmes MBSR et MBCT, le rôle spécifique de la méditation dans les bénéfices identifiés. De plus, les études se sont essentiellement intéressées à l'identification des bénéfices et très peu à l'identification des contre-indications. Or certaines situations de santé ou états personnels rendent difficile la poursuite du programme MBSR, par exemple, l'existence d'intentions suicidaires, la dépendance aux drogues ou à l'alcool, le fait de traverser une phase de dépression aiguë ou de souffrir d'anxiété sociale[source insuffisante].

## Livres de Jon Kabat-Zinn
- L’Éveil des sens  (trad. de l'anglais), Paris, Les arènes, coll. « Documents », 2009, 450 p. (ISBN 978-2-35204-088-0, OCLC 495243861)
- Au cœur de la tourmente, la pleine conscience : MBSR, la réduction du stress basée sur la mindfulness  (trad. de l'anglais), Bruxelles, De Boeck, coll. « Carrefour des Psychothérapies », 2009, 564 p. (ISBN 978-2-8041-0403-0, OCLC 497033001)
- Méditer : 108 leçons de pleine conscience, Paris, Les arènes, coll. « Documents », 2010, 160 p. (ISBN 978-2-35204-105-4, OCLC 681969508)
- Où tu vas, tu es, Paris, Editions J'ai Lu, coll. « Aventure secrète », 2004, 281 p. (ISBN 978-2-290-34344-9, OCLC 469328645)
- Se changer, changer le monde, Paris, L'Iconoclaste, 2013, 263 p. (ISBN 978-2-913366-59-6), avec Matthieu Ricard, Pierre Rabhi et Christophe André.
- L'éveil de la société (trad. de l'anglais), Paris, Les arènes 2020,  (ISBN 979-10-375-0075-5)
- Everyday Blessings: The Inner Work of Mindful Parenting, (Hyperion, 1997), coécrit avec son épouse, Myla Kabat-Zinn.

## Retraites
Tous les ans, il dirige des retraites de méditation de pleine conscience pour une clientèle d'hommes d'affaires. Et avec ses collègues au "Centre for Mindfulness", il conduit des retraites de formation en réduction du stress par la méditation de pleine conscience pour des personnels de santé. Grâce à son action prosélyte, plus de 200 centres et cliniques médicales aux États-Unis utilisent le modèle de réduction du stress par la méditation de pleine conscience. 